# Зона, свободная от ЛГБТ

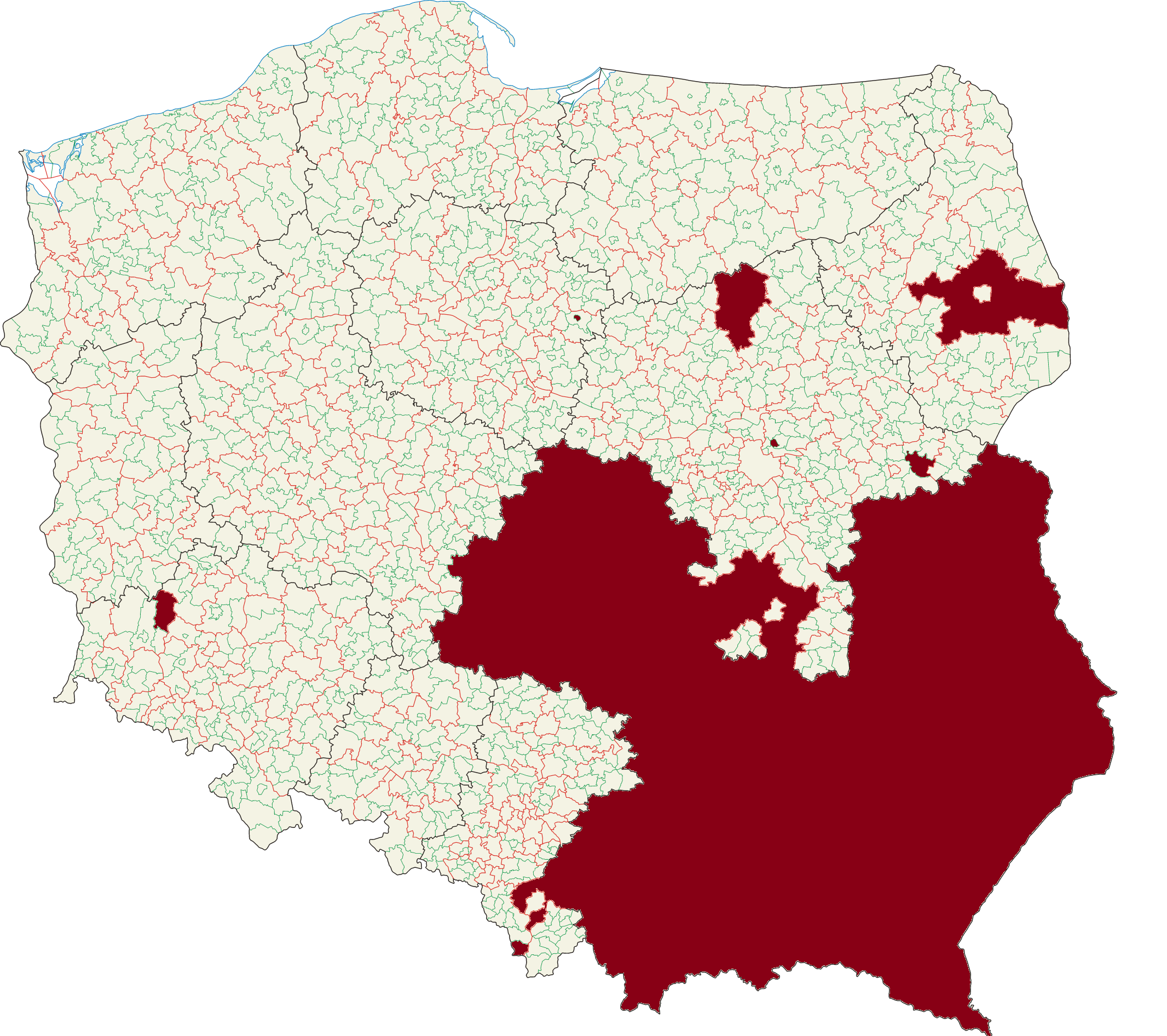
Зоны, свободные от ЛГБТ в Польше по состоянию на 2020 год

«Зона, свободная от ЛГБТ» — несколько муниципалитетов и регионов Польши, которые заявили о неприятии так называемой «ЛГБТ-идеологии» на своей территории с целью запретить проведение маршей равенства и других ЛГБТ-мероприятий. По состоянию на июнь 2020 года около 100 муниципалитетов (включая пять воеводств), охватывающих около трети территории страны, приняли резолюции, которые привели к тому, что они были названы «зонами, свободными от идеологии ЛГБТ». Большинство принятых резолюций лоббируется ультраконсервативной католической организацией Ordo Iuris.

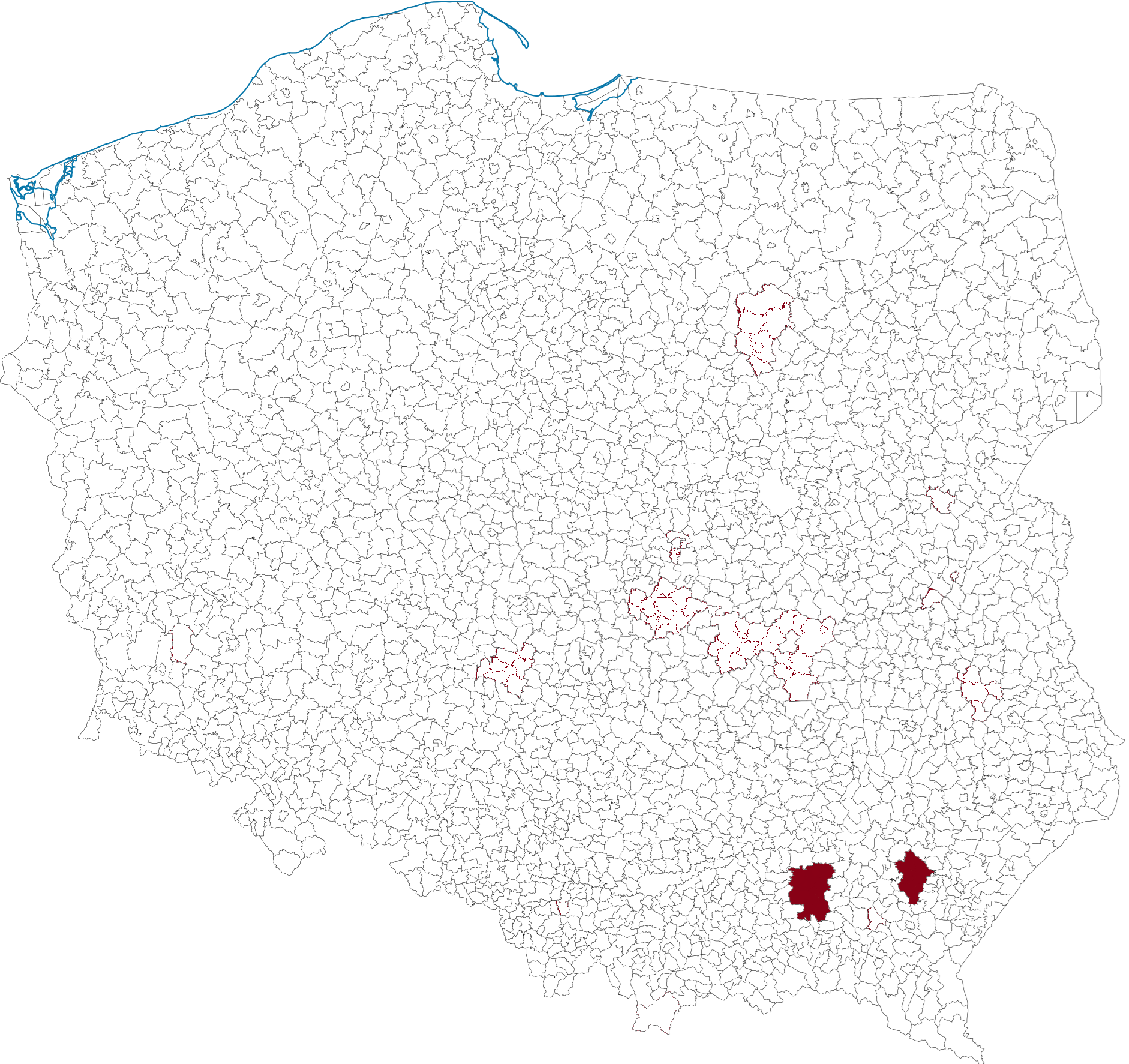
Воеводства, поветы и гмины, отмеченные красным цветом, были «зонами, свободными от ЛГБТ», в феврале 2025 года до их упразднения в апреле 2025 года

18 декабря 2019 года Европейский парламент проголосовал (463 голосов против 107) за осуждение более 80 таких зон в Польше. В июле 2020 года провинциальные административные суды в Люблине и Радоме постановили, что «Зоны, свободные от ЛГБТ», сформированные местными властями в сельских гминах Истебна и Кльвув, являются ничтожными и недействительными с точки зрения законодательства Польши, подчеркивая, что они нарушают Конституцию и являются дискриминационными по отношению к представителям ЛГБТ-сообщества, проживающих в этих округах.
С июля 2020 года Европейский Союз начал отказывать в финансировании из структурных фондов и Фонда сплочения муниципалитетам, которые приняли резолюции «без ЛГБТ», так как это является нарушением Хартии основных прав ЕС. Польша является единственным государством-членом, отказавшимся от Хартии основных прав, которую она подписала при вступлении в ЕС в 2004 году. Кроме того, несколько европейских городов-побратимов заморозили свои партнерские отношения с польскими муниципалитетами, которые присоединились к «Зоне, свободной от идеологии ЛГБТ».

## Предпосылки
В феврале 2019 года либеральный мэр Варшавы Рафал Тшасковский подписал декларацию в поддержку прав ЛГБТК+ (названной Хартией ЛГБТ+) и объявил о своем намерении следовать руководящим принципам Всемирной организации здравоохранения и включить вопросы ЛГБТ+ в учебные программы варшавской системы полового воспитания. Члены консервативной политической партии Польши «Право и справедливость» резко выступили против изменений в учебные программы, заявив, что подобные изменения приведут к сексуализации детей. Лидер партии «Право и справедливость» Ярослав Качиньский ответил на заявление мэра Варшавы, назвав права ЛГБТ+ движения «импортом», который угрожает Польше.
Как пишет The Daily Telegraph, подписанная декларация «взбесила и оживила» консервативных политиков и консервативные СМИ в Польше, а формирование «Зон, свободных от идеологии ЛГБТ» является ответной реакцией на Варшавскую декларацию. Британская газета далее утверждает, что консервативный истеблишмент боится либерального подхода, который может подорвать власть католической церкви в Польше, как произошло в свое время с ирландской церквью. Снижение посещаемости Церкви, растущая секуляризация и скандалы с сексуальным насилием оказывают серьёзное негативное давление на позиции консерваторов в обществе.
В мае 2019 года польская полиция арестовала борца за гражданские права Эльжбьету Подлешну за то, что она выставила плакаты в виде Ченстоховской иконы Божией Матери с ореолом, окрашенным в цвета радуги, и предъявила обвинения в оскорблении религиозных настроений. Также в мае, за две недели до выборов в Европейский парламент 2019 года, в интернете был выпущен документальный фильм о сексуальном насилии над детьми в Церкви. Документальный фильм, как упоминается в СМИ, нанес ущерб не только положению Церкви в обществе, но и партии «Право и справедливость», что привело к выступлению лидера партии «Право и справедливость» Ярослава Качиньского, в котором он упоминал польский народ и детей как тех, на кого нападают девиантные иностранные идеи, которые заставили консервативных избирателей сплотиться вокруг «Право и справедливость». По словам феминистки Агнешки Графф, «Нападение на ЛГБТ было спровоцировано [Варшавской] декларацией, но это было лишь приветственным оправданием», поскольку консервативная партия стремится сформировать сельско-традиционную демографическую систему и нуждается в козле отпущения для замены мигрантов.
В августе 2019 года архиепископ Кракова Марек Яндрашевский в своей проповеди, посвященной Варшавскому восстанию, упомянул, что «ЛГБТ-идеология» похожа на «радужную чуму». Вскоре после этого, Мариолка Ребелл, трансвестит, разыграла на сцене вымышленное убийство надувной куклы с лицом Марека Яндрашевского, что привело к бурному обсуждению в СМИ.
По состоянию на 2019 год, согласно The Daily Telegraph, быть открытым геем в небольших городах Польши и сельских районах «требует высокую физическую и психическую силу духа» благодаря усилиям польских властей и католической церкви. Однако общество постепенно становится более терпимым к геям. Так, в 2001 году, 41 процент опрошенных поляков заявили, что «быть геем не является нормальным», тогда как всего лишь 24 процента в 2017 году остались сторонниками именно этой точки зрения. В 2001 году одобряли гомосексуальные отношения только 5 % из опрошенных жителей Польши, в то время как в 2017 году количество таких людей выросло до 16 %.

## Декларации
«Движения за зону, свободную от ЛГБТ» относятся к резолюциям, принятым некоторыми польскими гминами (муниципалитетами), поветами (уездами), и воеводствами (провинциями), которые заявили о своей приверженности консервативным ценностям в ответ на Варшавскую декларацию. Активисты утверждают, что подобные зоны представляют собой попытки исключить ЛГБТ-сообщество и называют эти декларации «заявлением о том, что определенный тип людей здесь не приветствуется».
Есть два документа, которые были приняты муниципалитетами в качестве деклараций: «Карта местных властей по правам семьи» и «Резолюция против идеологии ЛГБТ». Оба этих документа были названы в СМИ «декларациями о зонах, свободных от ЛГБТ», но ни один из них на самом деле не содержит заявления об исключении ЛГБТ-людей из любой территории, препятствии их деятельности или лишению их прав. «Карта местных властей по правам семьи» фокусируется на семейных ценностях в социальной политике и не упоминает ЛГБТ вообще ни в каком контексте, однако определяет брак как отношения между мужчиной и женщиной. «Резолюция против идеологии ЛГБТ» объявляет оппозицию «идеологии ЛГБТ-движения» и осуждает «политкорректность».
Интерактивная карта Польши, на которой отмечены все муниципалитеты, принявшие одну из этих резолюций, со ссылками на их оригинальные тексты доступна в Интернете. По состоянию на август 2021 года такие декларации приняли пять воеводств — Малопольское, Подкарпатское, Свентокшиское, Люблинское и Лодзинское, а также около 100 городов и повятов (районов). Они находятся на религиозно настроенном юго-востоке страны.
В сентябре 2021 года региональные парламенты 4 из 5 воеводств (кроме Лодзинского) отменили решения о признании воеводств зонами, свободными от ЛГБТ, в связи с тем, что в начале сентября Европейская комиссия пригрозила прекратить оказывать им финансовую помощь, осуществляемую в рамках программы регионального развития REACT-EU и составляющую 126 миллионов евро в год.

## Партия «Право и справедливость»
В преддверии парламентских выборов в Польше 2019 года партия «Право и справедливость» сосредоточила свои усилия на противодействии «идеологии ЛГБТ». В 2019 году лидер партии осудил выступление мэра Варшавы в поддержку ЛГБТК+ движения как «нападение на семью и детей» и заявил, что ЛГБТК+ является «импортированной идеологией».
Министр национальной обороны Мариуш Блащак аплодировал выступлению архиепископа Ендрашевского, который назвал «идеологию ЛГБТ» «радужной чумой».

## Стикеры
Консервативная газета Gazeta Polska раздала читателям стикеры с надписью «Зона, свободная от ЛГБТ». Польская оппозиция и дипломаты, в том числе посол США в Польше Джорджетт Мосбахер, осудили стикеры. Главный редактор «Газеты» Томаш Сакевич ответил на критику так: «происходящее является лучшим доказательством того, что ЛГБТ является тоталитарной идеологией».
Окружной суд Варшавы постановил приостановить распространение стикеров до вынесения решения по делу, однако редактор «Газеты» отказался исполнять это решение, заявив, что это все «фейковые новости» и попытка цензуры, и что газета продолжит распространение стикеров. Газета продолжила распространение стикеров, но изменила надпись на «Зона, свободная от идеологии ЛГБТ».
В июле 2019 года крупнейшая в стране польская медиа-сеть Empik отказалась продавать стикеры Gazeta Polska. В августе 2019 года шоу, организованное Американской газетой «Польская газета», запланированное на 24 октября в Карнеги-холле в Нью-Йорке, было отменено после того, как жалобы на связи с ЛГБТ привели к тому, что артисты вышли из шоу.

## Демонстрации
В Жешуве, после того как ЛГБТ-активисты подали запрос на проведение марша равенства за права геев в июне 2019 года, члены партии «Право и справедливость» подготовили резолюцию о том, чтобы сделать Жешув «зоной, свободной от ЛГБТ», а также объявить само мероприятие вне закона. Около 29 запросов о проведении контрдемонстраций дошли до мэрии, что побудило мэра Тадеуша Ференца из оппозиционного Союза демократических левых сил запретить марш из соображений безопасности, однако когда запрет был отменен решением суда, члены партии «Право и справедливость» выдвинули резолюцию, запрещающую «идеологию ЛГБТ», которая также была отклонена.
После жестких событий во время первого марша равенства в Белостоке и стикеров Gazeta Polska 23 июля 2019 года в Гданьске прошла демонстрация толерантности под лозунгом «Зона, свободная от зон». В Щецине прошла демонстрация под лозунгом «зона, свободная от ненависти», а в Лодзинском воеводстве левые политики раздавали стикеры «зона, свободная от ненависти».

## Общественная реакция

### Поддержка резолюций
Божена Берило, член Совета партии «Право и справедливость» в Белостокском повете, заявила, что законодательство в Белостокском повете было необходимо из-за «провокаций» сторонников ЛГБТ-движения и их «требований» к обучению половому воспитанию.
Национальная партия «Право и справедливость» поощряла принятие резолюций, а один из членов этой партии раздавал медали в Люблине местным политикам, которые поддерживали эти резолюции.
В Польше проправительственная организация «Защита честного имени» в октябре 2020 года подала в районный суд Люблина иск к гей-активисту Барту Сташевскому. Его обвиняют в самовольном размещении дорожных знаков с надписью «Зона, свободная от ЛГБТ» на въезде в некоторые населенные пункты с целью «опорочить» страну. Президент организации Мацей Свирский утверждает, что деятельность гей-активиста негативно повлияла на «национальную безопасность Польши».

### Критика деклараций
В июле 2019 года польский омбудсмен Адам Боднар заявил, что «правительство усиливает гомофобные настроения „с замечаниями“ на полях разжигания ненависти». Боднар заявил, что готовит апелляцию в административный суд на эти резолюции, так как, по его словам, они носят не только политический, но и нормативный характер, что влияет на жизнь людей в заявленном регионе.
В июле 2019 года член Варшавского городского совета Марек Шолц и польское общество антидискриминационного права (PTPA) опубликовали юридическое заключение, в котором говорится, что декларации о свободной от ЛГБТ зоне стигматизируют общество и исключают некоторых людей из общественной жизни, что является нарушением статьи 32 Конституции Польши, которая гарантирует равенство и отсутствие дискриминации.
В августе 2019 года несколько членов ЛГБТ-сообщества заявили, что чувствуют себя в Польше небезопасно. Левая партия Разем заявила: «помните, как правые [боялись] так называемых [мусульманских] запретных зон? Благодаря тому же праву у нас есть свои запретные зоны».
Либеральные политики, средства массовой информации и правозащитники сравнивали эти резолюции с резолюциями нацистской эпохи о том, что районы являются judenfrei (свободными от евреев). Левая итальянская газета la Repubblica назвала их «концепцией, которая возвращает термин „Judenfrei“. Директор кампании против гомофобии Слава Мельник сравнил эти декларации с „1933 годом, когда также существовали свободные зоны от определенной группы людей“.
В марте 2020 года BBC Radio 4 транслировала документальный фильм о борьбе ЛГБТ-сообщества в Польше против введения в стране „зон, свободных от ЛГБТ“.
В апреле 2020 года, во время пандемии COVID-19, многие представители ЛГБТ-сообщества начали раздавать радужные маски для лица и другие средства индивидуальной защиты в качестве прямого протеста против „зон, свободных от ЛГБТ“ в некоторых районах местного самоуправления Польши.
14 июля суд в Польше постановил, что совет волости Истебна превысил свои полномочия, объявляя территорию „зоной, свободной от ЛГБТ“. Была нарушена 32-я статья конституции о равенстве всех перед законом и запрете дискриминации.
17 августа 2020 года было опубликовано открытое письмо Президенту Европейской комиссии Урсуле фон дер Ляйен с призывом к Европейскому Союзу „предпринять немедленные шаги в защиту основных европейских ценностей“…, которые были нарушены в Польше», что вызывает «глубокую озабоченность будущим демократии в Польше». Письмо также призывало польское правительство прекратить нападки на сексуальные меньшинства как на врагов и прекратить поддержку организаций, пропагандирующих гомофобию. Среди подписавших письмо были, в частности, Педро Альмодовар, Тимоти Гартон-Эш, Маргарет Этвуд, Джон Бэнвилл, Джудит Батлер, Джон Максвелл Кутзее, Стивен Долдри, Лука Гваданьино, Эд Харрис, Агнешка Холланд, Изабель Юпперт, Ян Комаса, Йоргос Лантимос, Майк Ли, Павел Павликовский, Фолькер Шлёндорф, Стеллан Скарсгорд, Тимоти Снайдер, Ольга Токарчук, Адам Загаевский и другие.
В сентябре 2020 года послы и дипломаты 50 стран высказались в защиту прав гомо-, бисексуалов и трансгендеров. Они подписали открытое письмо, в котором говорится, что ЛГБТ-люди в Польше всё чаще сталкиваются с дискриминацией и негативной реакцией со стороны правительства, местных общин и католической церкви. Обращение подписали послы США и многих европейских стран, включая Германию, Великобританию, Украину, а также дипломаты из Японии и Австралии.
21 сентября кандидат в президенты США Джо Байден поддержал в Twitter председателя Европейской комиссии Урсулу фон дер Ляйен, осудившую польские «зоны, свободные от ЛГБТ». На заявление молниеносно отреагировал МИД Польши. Там заверили, что никаких «зон, свободных от ЛГБТ» в стране нет и никогда не было.
С резкой критикой нововведения выступил главный раввин Польши Михаэль Шудрих, сравнивший эти ограничения с антисемитскими преследованиями евреев

### Реакция Европейского Союза
18 декабря 2019 года Европейский парламент проголосовал (463 голосами против 107) за осуждение более чем 80 зон, свободных от ЛГБТ, в Польше. Парламент потребовал от «польских властей осудить эти действия и отменить все резолюции, направленные против прав ЛГБТ». По данным Европарламента, эти зоны являются частью "более широкого контекста нападений на ЛГБТ-сообщество в Польше, которые включают растущую ненависть со стороны государственных и выборных должностных лиц и средств массовой информации, а также нападения и запреты на марши гордости и акции, такие как «радужные пятницы».
Основываясь на многочисленных жалобах на то, что «некоторые местные органы власти приняли дискриминационные декларации и резолюции, направленные против ЛГБТ», Европейская комиссия написала губернаторам пяти воеводств — Люблинского, Лодзинского, Малопольского, Подкарпатского и Свентокшиского — 2 июня 2020 года, проинструктировав их расследовать местные резолюции, провозглашающие зоны, свободные от ЛГБТ, или «Хартию семейных прав», и являются ли такие резолюции дискриминационными действиями по отношению к людям, идентифицирующим себя как ЛГБТ, или нет.
Письмо можно рассматривать как продолжение голосования 2019 года в Европейском парламенте, осуждающего зоны, поскольку в нем отмечается, что неспособность Польши придерживаться общих ценностей Европейского Союза «уважения человеческого достоинства, свободы, демократии, равенства, верховенства закона и уважения прав человека, включая права лиц, принадлежащих к меньшинствам», как указано в статье 2 Договора о Европейском Союзе 2012 года, может привести к потере средств ЕС, предоставленных Республике Польша в будущем, таких как европейские структурные и инвестиционные ресурсы.
В июле 2020 года еврокомиссар по вопросам справедливости и равенства Хелена Далли объявила, что шесть польских городов, принявших «зоны, свободные от ЛГБТ», не будут получать средства ЕС, связанные с финансированием проектов в рамках проекта побратимства ЕС, как прямое следствие их дискриминационной политики, направленной против членов ЛГБТ-сообщества, однако это решение встретило критику со стороны министра юстиции Польши Збигнева Зиобро. Президент Европейской комиссии Урсула фон дер Ляйен защищала решение еврокомиссара, добавляя, что " наши договоры гарантируют, что каждый человек в Европе свободен быть тем, кто он есть, жить там, где ему нравится, любить, кого он хочет, и стремиться расти так высоко, как он хочет, в ответ на это 18 августа министр юстиции Збигнев Зиобро объявил, что город Тчув на юге Польши теперь получит 250 000 злотых (67 800 долларов) из фонда Министерства юстиции в качестве компенсации за отмену финансирования ЕС.
Новая глава Еврокомиссии Урсула фон дер Ляйен выступила в сентябре в Европарламенте со своей первой речью о положении дел в ЕС. 61-летняя политик резко высказалась и против попыток некоторых польских муниципалитетов дискриминировать ЛГБТ:
Хочу сказать предельно ясно: зоны, свободные от лесбиянок, геев, бисексуалов, трансгендеров и интерсексуалов - это зоны, свободные от гуманности. Им нет места в нашем союзе
11 марта 2021 года Европарламент поддержал резолюцию, которая направлена на защиту прав ЛГБТ+. Таким образом евродепутаты выразили протест властям Польши, проводящим гомофобную политику.
В июле 2021 года Европейская комиссия возбудила три дела о нарушениях прав ЛГБТ — два против Венгрии и одно против Польши. Возбужденное дело против Польши связано с решением нескольких регионов и муниципалитетов о провозглашении «зон, свободных от идеологии ЛГБТ».

### Межгосударственные договоры
В феврале 2020 года французская коммуна Сен-Жан-де-Брей решила приостановить партнерство с польским городом Тчув в результате спорной анти-ЛГБТ-резолюции, принятой властями Тчува.
В феврале 2020 года французская коммуна Ножан-сюр-Уаз приостановила свое партнерство с польским городом Красник в ответ на принятие городскими властями анти-ЛГБТ-резолюции.
В феврале 2020 года французский регион Центр-Долина Луары приостановил свое партнерство с Малопольским воеводством в ответ на резолюцию властей воеводства о создании «зоны, свободной от ЛГБТ».
В мае 2020 года немецкий город Шверте прекратил свое городское партнерство с польским городом Новы-Сонч после 30 лет сотрудничества из-за принятия городом резолюции, дискриминирующей ЛГБТ-людей.
В июле 2020 года голландский город Ньивегейн, а также французский город Дуэ расторгли свои соглашения о побратимстве с польским городом Пулавы из-за провозглашения в последнем «зоны, свободной от ЛГБТ».